# Joanna Helbin
Joanna Helbin z domu Pawlik (ur. 2 lipca 1960 w Prudniku) – polska łuczniczka, olimpijka z Seulu. 

## Życiorys
Uczęszczała do II Liceum Ogólnokształcącego im. Stefanii Sempołowskiej w Prudniku, a w 1982 ukończyła Medyczne Studium Zawodowe w Opolu na kierunku laborant analityk.

### Kariera sportowa
Należała do klubu sportowego Obuwnik Prudnik, w którym jej trenerem był Roman Karawan. Była wielobojową mistrzynią Polski w 1984. Wzięła udział w Letnich Igrzyskach Olimpijskich 1988 w Seulu, gdzie indywidualnie zajęła miejsce 40., zaś wraz z drużyną (w składzie Helbin, Joanna Nowicka i Beata Iwanek-Rozwód) miejsce 10. Startowała również w mistrzostwach świata i Europy.

## Życie prywatne
Jest córką Józefa i Krystyny (z d. Rożniatowska). Wyszła za mąż za Ryszarda Helbina, z którym ma troje dzieci: Jakuba, Dominikę i Kaspra. Mieszka w Prudniku. Jakub i Kasper również są łucznikami. 

## Osiągnięcia sportowe
- 1984 – złoty medal Mistrzostw Polski w wieloboju indywidualnym;
- 1988 – 40. miejsce podczas Igrzysk Olimpijskich w Seulu (wielobój indywidualny);
- 1988 – 10. miejsce (9. w rundzie eliminacyjnej) podczas Igrzysk Olimpijskich w Seulu (wielobój drużynowy – razem z Beatą Iwanek-Rozwód i Joanną Nowicką).